# Ivan Martin Jirous
Ivan Martin Jirous, známý též pod přezdívkou Magor nebo Magor Jirous (23. září 1944 Humpolec – 9. listopadu 2011 Praha) byl český básník, publicista a výtvarný kritik, spiritus agens čili vůdčí duch českého undergroundu. Byl znám především spoluprací s nezávislou rockovou skupinou The Plastic People of the Universe. V době normalizace byl za své politické názory pětkrát vězněn. Stal se držitelem literární ceny Jaroslava Seiferta za celoživotní básnické dílo a ceny Toma Stopparda za dílo Magorovy labutí písně.

## Život

### Mládí
Narodil se v rodině berního úředníka a učitelky v Humpolci, kde také složil maturitní zkoušku na SVVŠ (Střední všeobecně vzdělávací škola dr. A. Hrdličky a Základní devítiletá škola v Humpolci, dnes Gymnázium dr. A. Hrdličky). Původně chtěl studovat FAMU, ale jeho bratranec a redaktor časopisu Výtvarná práce Jiří Padrta ho nasměroval k dějinám umění. V roce 1962 složil přijímací zkoušky na obor dějiny umění na Filozofické fakultě Univerzity Karlovy. Podle tehdejších pravidel musel před vysokoškolským studiem rok manuálně pracovat, v jeho případě jako stavební dělník a topič. Řádně studoval teprve v letech 1963 až 1968. Tématem jeho diplomové práce se stala vizuální poezie v díle Jiřího Koláře a Henriho Michauxe. O dva roky starší sestra Zora (provdaná za fotografa Jana Ságla) se rovněž věnovala výtvarnému umění.

### Rodinné vztahy
Poprvé se oženil s Věrou Vařilovou (1944–2011), básnířkou a historičkou umění. V roce 1972 se jí narodil syn Tobiáš Jirous, dnes herec, spisovatel a DJ. Podle rodného listu je Jirousovým synem, jeho biologickým otcem je však filosof Jiří Němec.
V roce 1976 se Jirous oženil podruhé, tentokrát s malířkou Juliánou Stritzkovou (* 1943), vnučkou Josefa Floriana. S Julianou měl dvě dcery, v roce 1980 Františku a v roce 1981 Martu. Velkou část dětství svých dcer prožil ve vězení, ale s rodinou udržoval korespondenci, krátce poté, co byl propuštěn, se ale toto manželství rozpadlo. Dcera Františka dodnes vydala dva romány. Je předsedkyní občanského sdružení Magorův statek, které usiluje o proměnu Jirousova statku na Vysočině v básníkův památník. Marta navázala na poetiku svého otce v básnické sbírce Procházka s andělem.
Jeho partnerkou byla také překladatelka Daniela Degtěvová, s níž má syna Daniela Degtěva (1992), který vystudoval architekturu.
Jirousovou poslední partnerkou byla od devadesátých let až do jeho smrti písničkářka Dáša Vokatá.

### Underground
Na konci 60. let byl ministrem vnitra skupiny, která vznikla v hospodě u Křižovníků na Starém Městě Křižovnické školy čistého humoru bez vtipu, kde mimo jiné působili Karel Nepraš a Eugen Brikcius, který je autorem přízviska Magor. Byl přítel filozofa a básníka Egona Bondyho. Své první básně publikoval časopisecky, například v Sešitech nebo Mladé tvorbě. Už roku 1967 se sblížil s undergroundovou skupinou The Primitives Group, později od roku 1969 se stal uměleckým vedoucím a manažerem The Plastic People of the Universe (PPU). Pro jeho postoje k totalitnímu režimu mu nebylo umožněno profesionálně se věnovat literatuře. Musel tedy střídat zaměstnání jako noční hlídač, zahradník, případně byl bez zaměstnání, za což mohl být kdokoliv souzen za příživnictví.
| „                                          | V bělostné říze biskup Vrana věří tak, jak mu věří strana. Než trochu je mi s podivem, že při mši svaté místo křížem nežehná srpem a kladivem. | “ |
| — Ivan Martin Jirous, undergroundové básně | |   |

Za svou organizátorskou a uměleckou činnost, kterou provozoval navzdory totalitní cenzuře společenského života, byl pětkrát trestán soudem k trestu odnětí svobody, často podle vykonstruovaného paragrafu 202 – výtržnictví, odseděl si celkem 8,5 roku nepodmíněně, z toho čtyři v III. (nejpřísnější) nápravně výchovné skupině Valdického vězení.
Poprvé ve vězení byl v letech 1973–1974 za vyprovokování verbálního incidentu v hostinci U Plavců s majorem StB ve výslužbě, kde byl odsouzen společně s Brikciusem, Daníčkem a Kořánem. Po zpěvu písně „Zahnat Rusy-vrahy do pekel, kam patří“ a verbální výměně slov mezi majorem a skupinou Křížovnické školy, snědl střed výtisku Rudého práva, prostrčil jím hlavu a prohlásil „Dnes jsem snědl Rudé právo, takhle jednou sežereme bolševiky“. V červnu 2011 byl tento rozsudek Nejvyšším soudem zrušen.
Klíčovou se stala jeho Zpráva o třetím českém hudebním obrození z roku 1975, která vyšla i v exilu, a lze ji považovat i za programové prohlášení nepolitického volného uskupení českého undergroundu, jehož program lze shrnout:
1. Radikální odmítání jakéhokoliv nátlaku
2. Zřeknutí se závazného uměleckého programu
3. Zdůrazňování autentičnosti v životě a v umělecké tvorbě
4. Vymezení vůči totalitním strukturám

| „ | „Cílem undergroundu u nás je vytvoření druhé kultury. Kultury, která bude nezávislá na oficiálních komunikačních kanálech a společenském ocenění a hierarchii hodnot, jak jimi vládne establishment. Kultury, která nemůže mít za cíl destrukci establishmentu, protože by se mu tím sama vehnala do náruče.“ | “ |
| — JIROUS, Ivan. Zpráva o třetím českém hudebním obrození in Magorův zápisník. Praha: Torst, 1997. ISBN 80-7215-033-2. S. 197 | |   |

Sestavil antologii undergroundové poezie nazvanou Egon Bondy k 45. narozeninám Invalidní sourozenci. Uspořádal několik pololegálních festivalů nezávislé kultury:
- v roce 1974 v Postupicích I. festival druhé kultury v ČSSR
- v roce 1976 v Bojanovicích II. festival druhé kultury, který se konal jako opožděná oslava svatby Jirouse a Juliány[19]
- a po dalším věznění se jen účastnil v roce 1977 na Hrádečku u Trutnova (u Václava Havla): III. hudební festival druhé kultury.

Jeho druhé uvěznění probíhalo v letech 1976–1977, vězněn byl za hudební činnost s PPU spolu s hudebníkem a evangelickým farářem Svatoplukem Karáskem, Pavlem Zajíčkem z hudební skupiny DG 307) a Vratislavem Brabencem z PPU. Celý soudní proces byl režimem silně medializován jako odstrašující případ buřičů a chuligánů. Československou televizí byl o nich natočen tendenční dokumentární film Atentát na kulturu a díl z televizního seriálu 30 případů majora Zemana část s názvem Mimikry (v hlavní roli s Jiřím Lábusem), kde byli vylíčeni jako narkomani a teroristé. Tento soudní proces poprvé spojil původně apolitický underground s disentem, který vyústil v založení Charty 77.
Po návratu z vězení podepsal Chartu 77, další koncerty se konaly již jen jako soukromé akce, veřejné vystupování jeho kapely PPU bylo zakázáno. Měsíc po návratu byl opět zatčen za proslov na výstavě Jiřího Laciny, ve kterém mluvil o nepřekonatelném rozdílu mezi oficiální a neoficiální kulturou a byl znovu vězněn v letech 1977–1978.
Roku 1979 se podílel na založení samizdatové edice Vokno, napsal dodnes nedokončenou prózu Pravdivý příběh Plastic People. Kniha byla zpracována v Českém rozhlasu jako devítidílná četba na pokračování. Stal se také členem VONSu.
Čtvrtý trest odnětí svobody obdržel za zhotovování, vydávání a rozšiřování časopisu Vokno společně s Františkem „Čuňasem“ Stárkem a Michalem Hýbkem, Milanem Fričem a Jaroslavem Chnápkem. Proces probíhal v květnu 1982 za přísných bezpečnostních opatření a přítomnosti vybraných účastníků loajálních k totalitnímu režimu. Rozsudek podle požadavků třídní justice byl vynesen mimo jiné na základě znaleckého posudku PhDr. Vítězslava Rzounka, DrSc.; články z časopisu Vokno byly v rozsudku označeny jako protispolečenské s hrubě neslušnou tematikou a odsouzení činili tak ze zjevné neúcty ke společnosti.
V letech 1981–1985 byl vězněn formálně za výtržnictví a podle Amnesty International a VONS nepodložené obvinění z nelegálního držení drog (údajné nalezení marihuany při domovní prohlídce). V roce 1984 byl Amnesty International vyhlášen vězněm měsíce.

V létech 1985–1987 měl ochranný dohled (součást posledního rozsudku), denně se musel v určenou hodinu hlásit na služebně Veřejné bezpečnosti v Telči.
V roce 1988 byl jedním z 28 signatářů Manifestu Návrat krále a působil v monarchistickém opozičním hnutí České děti.
Páté věznění proběhlo za ručitelství pravosti podpisů petice „Tak dost“, která byla organizována jako protest za smrt disidenta Pavla Wonky a vraždy totalitního režimu v 50. letech. Formálně byl souzen za „útok na státní orgán a orgán společenské organizace“ spolu s Jiřím Tichým a vězněn v létech 1988–1989, až 25. listopadu 1989 mu prezident republiky zbytek trestu prominul.
Laureát Ceny Revolver Revue za rok 1989.

### Po roce '89
Po roce 1989 se stal členem českého PEN klubu. V roce 1999 podepsal monarchistické prohlášení Na prahu nového milénia. Spolu se Stanislavem Pencem napsal protest ministru vnitra proti zásahu na CzechTek 2004. Do smrti žil střídavě v Praze (kde mu za symbolickou částku pronajímal byt Karel Schwarzenberg) a v bývalé zemědělské usedlosti na Vysočině v Prostředním Vydří u Dačic. Zde se také každoročně po revoluci do roku 2005 konal hudební festival Magorovo Vydří. Od roku 2006, kdy byl jeho průběh znemožněn vyhláškou města Dačice, je akce pořádána na Skalákově mlýnu v Meziříčku u Želetavy.
Ačkoliv jeho přítel Jaroslav Erik Frič ho označoval za „ctitele čistoty, něhy a spravedlnosti“, býval Jirous v opilosti vulgární, konfliktní a někdy i fyzicky agresivní, což mu bylo jeho blízkým okolím pro jeho jiné kvality a zásluhy často tolerováno. Někdy se však proto dostal do konfliktu se zákonem, jako byl například teatrální výstup na náměstí v Jihlavě. Rád také své přátele urážel, nebo se stávali terčem jeho břitkého humoru v souladu s někdejší skupinou Křižovnické školy čistého humoru bez vtipu: „Jo, a dej tam taky prosím tě, že mi vadí, když Kubišová jí psy.“
Zemřel náhle 9. listopadu 2011, před nástupem další léčby v nemocnici.
Zádušní mši za něj 17. listopadu 2011 v pražském kostele sv. Ignáce sloužil biskup Václav Malý; pohřeb, který se konal v klášterním kostele Panny Marie Karmelské v Kostelním Vydří celebroval P. Ladislav Heryán. Jirous byl poté pohřben na místním hřbitově.

## Dílo
Martin Jirous začal publikovat o výtvarném umění v 60. letech. Zabýval se zprvu zahraniční výtvarnou modernou (ruská avantgarda, Lucio Fontana, Andy Warhol), vztahem beatové hudby k umění, později zejména výtvarníky z okruhu Křižovnické školy čistého humoru bez vtipu (Naděžda Plíšková, Karel Nepraš a Jan Steklík). Zajímalo ho i staré umění, např. Kuks nebo sochař Václav Levý. Přispíval do časopisů Ateliér, Divadlo, Host do domu, Sešity pro literaturu a diskusi, Výtvarná práce, Výtvarné umění, Výtvarný život, do zahraničního periodika Art Canada a exilového Svědectví a do samizdatové edice Vokno.
Pro jeho básně je typická harmonisace katolické religiozity s autoreflexí do villonovského hrdiny-vyděděnce. Dalším typickým znakem jeho děl je útržkovitá větná skladba a estetizace vulgarismů. Část jeho díla vznikla za jeho pobytu ve vězení: např. rukopis 12 Labutích písní vynesl z věznice ven Jiří Gruntorád, a to prostřednictvím francouzského polibku. Tyto básně se pak začaly samizdatově šířit.

### Znaky Magorovy poezie
Makaronismy, výpůjčky, parafráze,
- Exprese
- Nedokončený rým
- Asonance, akrostich
- Sarkasmus a ironie
- Vulgarismy x katolické prvky
- Sebevyjádření, existenciální hloubka
- Hledání sebe a Boha
- Spirituální charakter
- Oslovení, věnování konkrétním osobám, odkazy na jiné autory
- „Já se nepovažuju za básníka, já spíš vím, že miluju poezii.“

### Básnické sbírky
- Magorův ranní zpěv, samizdat 1975 – souborné vydání jeho prvních básní
- Magorova krabička, samizdat 1979
- Mládí nevykouřené, samizdat 1975, 1979 a 1980 – ve všech třech prvních sbírkách je patrná inspirace poezií Egona Bondyho
- Magorovo borágo, samizdat 1981
- Magorova mystická růže, samizdat 1981
- Magorovy labutí písně, samizdat 1985, Londýn 1989 – vrchol Jirousovy básnické tvorby; autentické zážitky – vznikala ve valdickém věznění a byla z něj propašována do exilu, psaná často ironizující epigramatickou formou; protože ve vězení nemohl psát, musel si celou sbírku zapamatovat. Ve sbírce vystupuje řada reálných postav kulturního a veřejného života tehdejší doby a lze ji proto vnímat i jako svérázný básnický slovník představitelů tehdejšího disentu. Za ni také obdržel cenu Toma Stopparda
- Ochranný dohled, samizdat 1985 – tematicky navazuje na Magorovy labutí písně
- Magorovi ptáci, 1987
- Magorova summa, 1998 – chronologicky uspořádaný soubor téměř všech Magorových textů z let 1975–1997, obsahuje celkem třináct básnických sbírek, z nichž dvě jsou publikovány vůbec poprvé. Obdržel za ni také literární cenu Kniha roku 1998 v anketě Lidových novin. V roce 2009 tuto sbírku zhudebnil Agon Orchestra.
- Magorova vanitas, 1999
- Ubíječ labutí, 2001
- Rattus norvegicus, 2004
- Popelnice života, 2004 – výbor z díla
- Okuje, 2008
- Rok krysy, 2008
- Úloža, 2013
- Magorův noční zpěv, 2013
- Akrostichy, 2015
- Magorův ranní zpěv / Magorova děťátka, 2018

### Pro děti
- Magor dětem, (1982–1986) samizdat 1986 – básně a pohádky, které psal v dopisech z vězení svým dcerám

### Další knihy
- Magorův zápisník, 1999, kompilace kulturních textů a esejů z období 1965–1990.
- Magorovy dopisy, 2006, dopisy z let 1973–1985, které psal svým ženám Věře a Julianě z českých věznic.
- Humpolecký Magor, 2007, sborník vzpomínek jeho spolužáků a učitelů ze středoškolských let Jirousových v Humpolci, které jsou doplněny jeho dosud nepublikovanými texty.
- Ahoj můj miláčku-Vzájemná korespondence z let 1977-1989, 2015, Torst, kniha obsahuje oboustrannou korespondenci z třetího až pátého Jirousova věznění, tedy z let 1977–1979, 1981–1985 a 1988–1989, kdy byla adresátkou Jirousova druhá žena Juliana. Celkem ve svazku najdeme 357 dopisů, z toho 231 Julianiných a 126 Jirousových.
- Magorova oáza, 2019, Torst, svazek obsahuje časopisecky publikovaný cyklus Na Oáze, množství drobných textů z let 1997–2011 a též všechny Jirousovy rozhovory z daného období.

### CD – autorské čtení
- Agon Orchestra & Ivan M. Jirous – Magorova Summa, 2009, Guerilla records, čte Ivan M. Jirous.
- Ivan Martin Jirous – Pravdivý příběh Plastic People, 2009, čtou Ivan M. Jirous a Oldřich Kaiser.
- Ivan Martin Jirous – Magorovy labutí písně, 2011, Guerilla records, čte Ivan M. Jirous.
- Ivan Martin Jirous – Magorovi ptáci a další příběhy, 2012, Guerilla records, čte Ivan M. Jirous.

## Obraz v umění
- Ivo Krobot: Magor. Z textů Ivana Martina Jirouse a deníku jeho dcery Františky, Divadlo u stolu, Brno. premiéra: 23. února 2013[47]
  - V roce 2014 zpracováno v Českém rozhlasu. Dramaturgie: Kateřina Rathouská, hudba: Zdeněk Kluka. V režii Iva Krobota hráli: Magor (Jan Kolařík) a Františka (Petra Bučková)[48]

## Připomínky
- Pamětní deska Ivanu Martinu Jirousovi v Humpolci[49]
- Magorova studánka na Smíchově[50]
- Most Ivana Magora Jirouse v Plzni[51]